# Vordergrund
Vordergrund steht in der Fototheorie für:
- Gegenstände, die direkt vor dem Blick des Betrachters liegen, siehe Perspektive
- einen „vorderen“ Bildbereich in der Fotografie und der Malerei bzw. Grafik, der dem Betrachter am nächsten zu liegen scheint und das Bild dominiert
- räumliche Verhältnisse in der Astronomie, wenn nahe Objekte
  - sich vor entfernteren merklich verschieben (siehe Okkultation, Doppelstern und Parallaxe)
  - von dahinterliegenden unterschieden werden sollen, z. B. Mond oder Planeten vor dem Sternhintergrund, Galaxien vor dahinterliegenden Galaxienhaufen